# Ivor Bueb
Ivor Léon John Bueb (London, Engleska, 6. srpnja, 1923. – Clermont-Ferrand, Francuska, 1. kolovoza 1959.) je bivši britanski vozač automobilističkih utrka.
'Ivor the Driver', kako su ga kolege često zvali, počeo se ozbiljnije utrkivati u Formuli 3 500cc 1953. s Cooper-Nortonom. Nije imao puno uspjeha do 1954. kada ostvaruje zapažene rezultate. Sljedeće sezone natječe se u Formuli 3 1100cc, a završava drugi u ukupnom poretku u britanskom prvenstvu.
U Formuli 1 nije imao puno uspjeha. Bolid Formule 1 prvi put je vozio na VN Monaka 1947. U svjetskom prvenstvu Formule 1, debitirao je u Monaku 1957. Tri sezone proveo je u Formuli 1, a najbolji plasman mu je bilo 11. mjesto na VN Njemačke 1958. u Lotusovom Formula 2 bolidu.
Najveći uspjesi su mu pobjede na 12 sati Reimsa 1956. i 24 sata Le Mansa. Na Le Mansu, prvu pobjedu je ostvario 1955. u klasi S5.0. U Jaguaru momčadski kolega mu je bio Mike Hawthorn. U istom bolidu i klasi, ali ovaj put s Ronom Flockhartom kao momčadski kolegom, ponovio je uspjeh i 1957.
Za sezonu 1959. u Formuli 1, prešao je u momčad BRP. Za istu momčad nastupio je na Formula 2 utrci Trophée d’Auvergne u Clermont-Ferrandu. U utrci je izgubio kontrolu nad svojim Cooper T51 bolidom, doživio sudar, te je 'katapultiran' iz bolida. Prebačen je u obližnju bolnicu, ali je od zadobivenih ozljeda preminuo šest dana poslije, u 36. godini života.

## Rezultati u Formuli 1
| Sezona | Momčad                                       | Šasija                         | Motor                                 | Utrke | Pobjede | Podiji | Bodovi | Plasman |
| ------ | -------------------------------------------- | ------------------------------ | ------------------------------------- | ----- | ------- | ------ | ------ | ------- |
| 1957.  | Connaught Engineering Gilby Engineering Ltd. | Connaught Type B Maserati 250F | Alta Straight-4 Maserati Straight-6   | 2     | 0       | 0      | 0      | —       |
| 1958.  | BC Ecclestone Ecurie Demi Litre              | Connaught Type B Lotus 12      | Alta Straight-4 Climax Straight-4     | 2     | 0       | 0      | 0      | —       |
| 1959.  | British Racing Partnership                   | Cooper T51                     | Climax Straight-4 Borgward Straight-4 | 2 (1) | 0       | 0      | 0      | —       |

## Pobjede

### 24 sata Le Mansa
| Godina | Momčadski kolega | Momčad           | Šasija        | Motor          | Klasa |
| ------ | ---------------- | ---------------- | ------------- | -------------- | ----- |
| 1955.  | Mike Hawthorn    | Jaguar Cars Ltd. | Jaguar D-Type | Jaguar 3.4L S6 | S5.0  |
| 1957.  | Ron Flockhart    | Ecurie Ecosse    | Jaguar D-Type | Jaguar 3.8L S6 | S5.0  |

### Ostale pobjede
| 1954. - Kirkistown (Open Handicap Final) 1955. - National Brands Hatch (S1.5) - National Brands Hatch (S1.2) - Brands Hatch National - Sports 1200 (Whitsun Trophy) - Crystal Palace - Anerley Trophy - Brands Hatch International (S1.5) - Stockholmsloppet (S2.0) - Castle Combe International (S2.0) - Castle Combe International (Invitation S2.0) | 1956. - 12 h Reims 1957. - National Snetterton (S1.1) - National Snetterton (S2.7) 1958. - Eläintarhanajo - National Open Crystal Palace - National Brands Hatch (S+1.9) 1959. - International Motor Racing Goodwood (S+1.1) |

## Vanjske poveznice
- Ivor Bueb na Racing Sports Cars
- Ivor Bueb na F1-Fansite